# Cribbia
Cribbia là một chi thực vật có hoa trong họ, Orchidaceae.